# My Plague
«My Plague» — (в пер. з англ. «Моя Чума») пісня американського метал-гурту Slipknot, що вийшла як третій сингл з їхнього другого студійного альбому Iowa.

## Номінації
"My Plague" була номінована на премію Ґреммі за найкраще метал-виконання в 2003 році, хоч і переміг гурт Korn з піснею "Here to Stay" . Пісня також досягла 43-ї позначки в UK Singles Chart .

## Відеокліп
У кліпі до пісні використані відеофрагменти з фільму «Оселя зла», а також показано виступ гурту на концерті в Лондоні (Англія), зняте на DVD Disasterpieces.
Відео до My Plague також присутнє як прихований матеріал на англійському виданні фільму «Оселя зла», там його можна відкрити, ввівши спеціальний код.
Версія пісні My Plague, показана у відеокліпі, називається New Abuse Mix, бо з неї вирізали деякі фрагменти.

## Список композицій
Автор музики і слів Slipknot. 
| Сингл | Сингл                       | Сингл      |
| #     | Назва                       | Тривалість |
| ----- | --------------------------- | ---------- |
| 1.    | «My Plague» (New Abuse Mix) | 2:59       |
| 2.    | «The Heretic Anthem» (live) | 3:42       |
| 3.    | «(sic)» (live)              | 3:39       |